# Карта висот

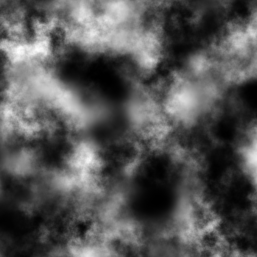
Карта висот, створена за допомогою програми Terragen

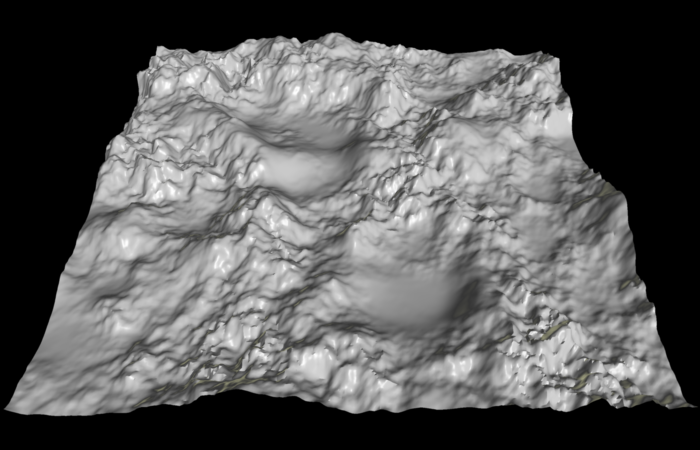
Та сама карта висот, представлена у вигляді
3D полігональної поверхні і візуалізована за допомогою Anim8or

В комп'ютерній графіці карта висот — це растрове зображення, яке використовується для збереження значень висот поверхні, для зображення у вигляді комп'ютерної 3D-графіки. Карту висот можна використовувати для рельєфного текстурування при розрахунку світла і тіні текстури, за допомогою чого створюється ефект об'ємного рельєфу матеріалу, або у вигляді карти зміщення для зсуву точок відносно текстурованої поверхні із формуванням заданої геометричної форми, або ландшафту, при чому карта висот перетворюється в 3D-поверхню.
Карта висот містить один канал кольору, який інтерпретують як відстань зсуву або «висоти» від «низу» поверхні, а іноді візуалізують як карту luma-зображення що містить лише відтінки сірого, де чорний задає мінімум висоти, а білий задає максимум. При візуалізації карти можна задавати довільну міру зміщення для кожного інтервалу каналу висот, що відповідає «контрасту» зображення. Карти висот можуть зберігатися у існуючих форматах зображень у відтінках сірого, із або без спеціальних додаткових метаданих, або в спеціалізованих форматах файлів таких як Daylon Leveller, GenesisIV і Terragen.